# Jean d'Abzac de La Douze
Jean d'Abzac de La Douze, qui portait le titre de courtoisie de marquis de La Douze, est un homme politique français né le 20 avril 1781 à Périgueux (Dordogne) et mort le 7 février 1834 à Périgueux.

## Biographie
Chef de la famille d'Abzac, fils de Jean-Louis d'Abzac de La Douze et de Marie de Beaupoil-Sainte-Aulaire, propriétaire terrien, il est maire de Périgueux et député de la Dordogne de 1815 à 1816 et de 1827 à 1830, siégeant dans la majorité soutenant la Restauration.

## Écrit de Jean d'Abzac de La Douze
- « Extrait des mémoires de M. d'Abzac écrits sous le titre : Quelques dates », Bulletin de la Société de géographie de Rochefort, vol. 38, no 1,‎ 1920, p. 108-112 (lire en ligne).

## Sources
- « Jean d'Abzac de La Douze », dans Adolphe Robert et Gaston Cougny, Dictionnaire des parlementaires français, Edgar Bourloton, 1889-1891 [détail de l’édition]